# Nationalpark Narew
Der Nationalpark Narew (poln. Narwiański Park Narodowy) liegt im nordöstlichen Teil Polens unweit von Białystok in der Woiwodschaft Podlachien.

## Allgemein
Bedeutender Bestandteil des Nationalparks ist das Obere Narew-Tal zwischen Suraż und Rzędziany, das zu dem 1985 gegründeten Landschaftspark Narew (Narwiański Park Krajobrazowy) gehört. Dieses außerordentliche Wasserlabyrinth mit einem Netz von abzweigenden und sich verbindenden Flussbetten ist eine der letzten regelmäßig überschwemmten Flussniederungen in Europa. Moore, Sumpfgebiete und Gewässer sind die dominierenden Ökosysteme und umfassen ca. 90 % des Parkgebiets. Das Tal wird gespeist von Oberflächenwasser und Grundwasser aus dem oberflächennahen Niveau sowie einer Vielzahl von kleineren Flüssen wie Liza, Szeroka Struga, Awissa, Kurówka, Kowalówka, Turośnianka und Czaplinianka. Der Nationalpark ist ein einzigartiges Beispiel für einen anastomisierenden Fluss. Aufgrund seiner Einzigartigkeit wird dieses Gebiet oftmals auch als Polnisches Amazonien bezeichnet.

## Flora
In den Mooren und Sumpfgebieten kommen fast 200 Arten von Gefäßpflanzen vor, von denen 13 unter Artenschutz stehen. Optisch dominieren aber eindeutig Schilfe. Daneben gibt es im Nationalpark aber auch zahlreiche Wiesen- und Waldgemeinschaften, von denen einige zu den in Polen seltenen gehören.

## Fauna
Hauptaugenmerk des Narew-Tals und des Nationalparks ist die Vogelwelt. In den Jahren 1979–1981 wurde im Tal das Vorkommen von 179 Vogelarten nachgewiesen, darunter von 149 nistenden Arten. Der Nationalpark gilt als wichtiger Brutzufluchtsort für Wasser- und Sumpfvögel von internationaler und europäischer Bedeutung. Es ist Brutregion von über 1 % der europäischen Population von mindestens 10 Vogelarten, darunter die Rohrdommel, die Knäkente, die Rohrweihe, die Wiesenweihe, das Kleine Sumpfhuhn, das Tüpfelsumpfhuhn und die Doppelschnepfe, sowie Schlüpfstätte dreier Vogelarten, die weltweit vom Aussterben bedroht sind – des Seeadlers, des Wachtelkönigs und des Seggenrohrsängers. Auch Säugetierarten sind im Parkgebiet zu beobachten, darunter eine kleine Population von Elchen und Fischottern sowie zahlreiche Biber (260 Tiere).